# Екере (комуна, лен Стокгольм)
Комуна Екере (швед. Ekerö kommun) — адміністративно-територіальна одиниця місцевого самоврядування, що розташована в лені Стокгольм у центральній Швеції. До її складу входить 140 острів і шхерів на озері Меларен, найбільші серед яких Адельсе, Мунсе, Екерен, Ферінгсе, Б’єрке та Лювен.
Утворена 1971 року після об'єднання ландскомун Екере і Ферінгсе. 
Екере 219-а за величиною території комуна Швеції. Адміністративний центр комуни — містечко Екере.

## Населення
Населення становить 27 753 чоловік (станом на січень 2018 року). 
| Кількість населення комуни Екере за 1970-2015 роки | Кількість населення комуни Екере за 1970-2015 роки | Кількість населення комуни Екере за 1970-2015 роки | Кількість населення комуни Екере за 1970-2015 роки | Кількість населення комуни Екере за 1970-2015 роки |
| -------------------------------------------------- | -------------------------------------------------- | -------------------------------------------------- | -------------------------------------------------- | -------------------------------------------------- |
| Рік                                                |                                                    |                                                    | Населення                                          |                                                    |
| 1970                                               | 1970                                               |                                                    | 12 594                                             | 12 594                                             |
| 1975                                               | 1975                                               |                                                    | 15 081                                             | 15 081                                             |
| 1980                                               | 1980                                               |                                                    | 15 927                                             | 15 927                                             |
| 1985                                               | 1985                                               |                                                    | 16 534                                             | 16 534                                             |
| 1990                                               | 1990                                               |                                                    | 18 785                                             | 18 785                                             |
| 1995                                               | 1995                                               |                                                    | 20 866                                             | 20 866                                             |
| 2000                                               | 2000                                               |                                                    | 22 266                                             | 22 266                                             |
| 2005                                               | 2005                                               |                                                    | 24 010                                             | 24 010                                             |
| 2010                                               | 2010                                               |                                                    | 25 410                                             | 25 410                                             |
| 2015                                               | 2015                                               |                                                    | 26 984                                             | 26 984                                             |
| Джерело: SCB                                       |                                                    |                                                    |                                                    |                                                    |

## Населені пункти
Комуні підпорядковано 14 міських поселень (tätort) та низка сільських, більші з яких:
- Екере (Ekerö)
- Стенгамра(Stenhamra)
- Парксідан (Parksidan)
- Турегольм (Tureholm)
- Ельвнес (Älvnäs)
- Кунгсберга (Kungsberga)
- Ельста (Ölsta)
- Екере соммарстад (Ekerö sommarstad)
- Сундбю (Sundby)
- Дроттнінггольм (Drottningholm)
- Седербю (Söderby)
- Лілля Стендбю (Lilla Stenby)
- Лурудден (Lurudden)
- Гіллесгег (Hilleshög)

## Галерея

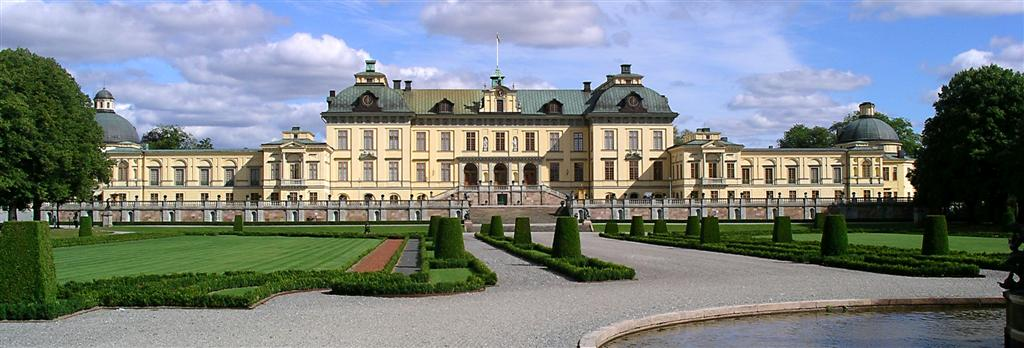
Королівський палац Дроттнінггольм
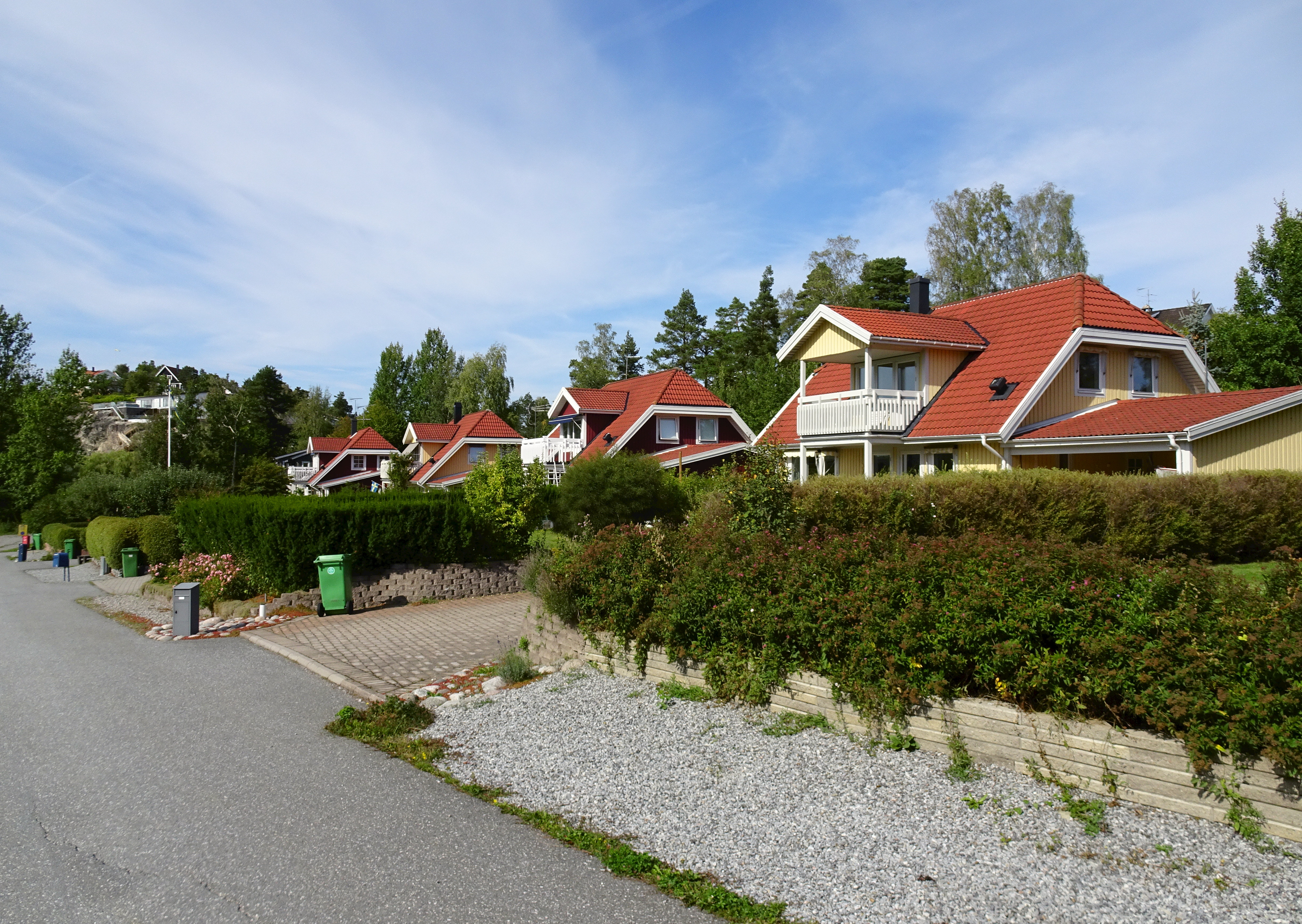
Містечко Ельвнес
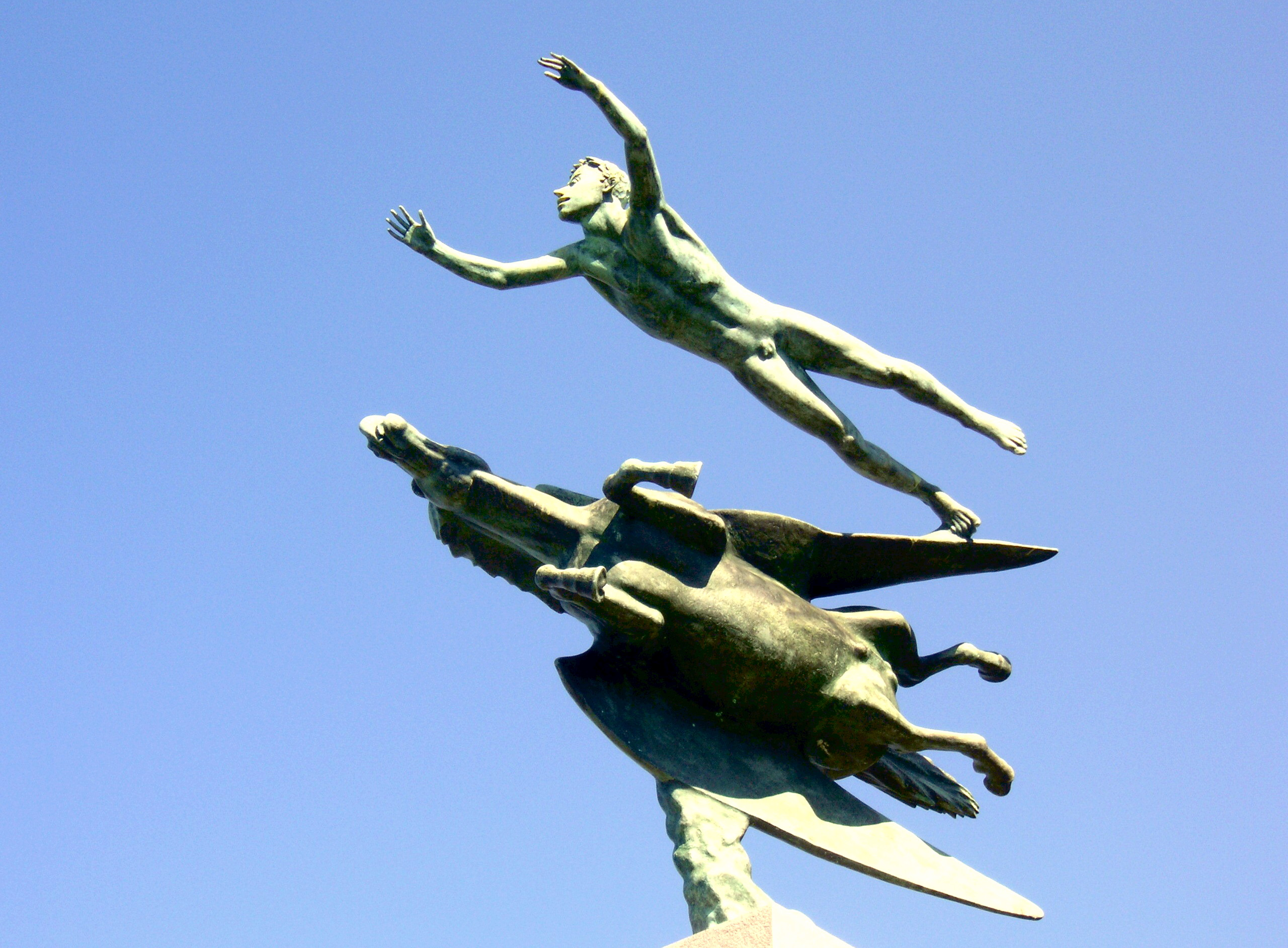
Скульптура К. Міллеса «Людина і Пегас» (Екере)
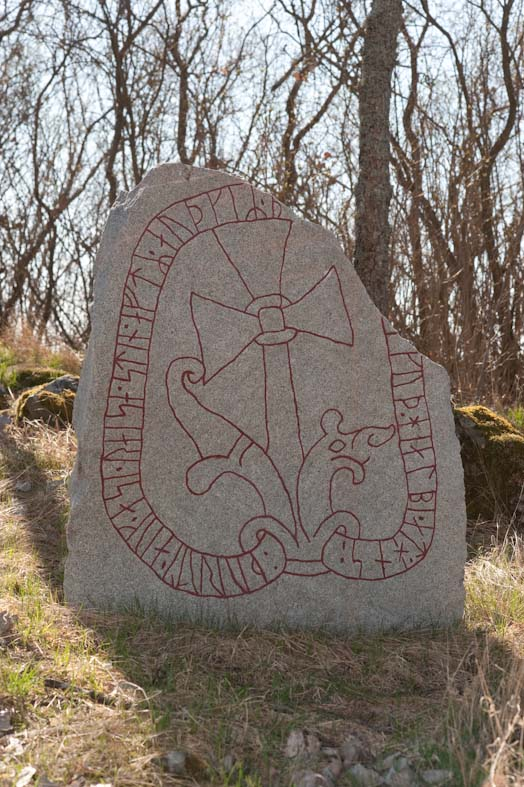
Рунічний камінь (Екере)

## Виноски
1. ↑  Andersson P. Sveriges kommunindelning 1863-1993 — Mjölby: Draking, 1993. — 132 с. — ISBN 978-91-87784-05-7
2. ↑  http://www.ekero.se/Kommun_och_politik/Kommunens-organisation/Den-politiska-organisationen/Kommunstyrelsen/
3. ↑  Folkmangd i riket, lan och kommuner (шв.) . Центральне бюро статистики Швеції. Архів оригіналу за 20 серпня 2013. Процитовано 4 березня 2018.